# 白塔子镇
白塔子镇，是中华人民共和国辽宁省朝阳市喀喇沁左翼蒙古族自治县下辖的一个乡镇级行政单位。

## 行政区划
白塔子镇下辖以下地区：
二道营子村、大西山村、三道营子村、杨树沟村、头道营子村、郭台子村、白沟村、杨杖子村、西大杖子村、于杖子村、小马架子村、大马架子村和盆窑村。